# Charalampos Kostoulas
Charalampos Kostoulas (Grieks: Χαράλαμπος Κωστούλας) (Athene, 30 mei 2007) is een Grieks voetballer die bij voorkeur als aanvaller speelt. Hij speelt bij Olympiakos Piraeus.

## Clubcarrière
In september 2022 tekende Kostoulas zijn eerste profcontract bij Olympiakos Piraeus. Op 17 augustus 2024 debuteerde hij tegen Volos NFC.